# Elecciones al Parlamento Europeo de 2024 (Austria)
Las elecciones al Parlamento Europeo de 2024 en la circunscripción electoral de Austria se celebraron el domingo 9 de junio de 2024 como parte de las elecciones al Parlamento Europeo de 2024. Se elegirán a 20 diputados adscritos a partidos políticos europeos que posteriormente se unirán mediante grupos parlamentarios con el resto de diputados de otros Estados miembros, y que darán lugar a la X legislatura, reemplazando a la IX legislatura. Los 20 escaños (19 en las anteriores elecciones) asignados a Austria según el Tratado de Lisboa y la Decisión del Consejo de 2023. Esta cámara será la responsable de investir por mayoría absoluta al presidente de la Comisión Europea y su Colegio de Comisarios, que haya propuesto el Consejo Europeo en función de los resultados de las elecciones, por mayoría cualificada.

## Derecho a votar
En las elecciones europeas en Austria, pueden votar todas las personas en posesión de la ciudadanía austriaca y cuya residencia principal esté Austria, también los ciudadanos austriacos sin residencia en Austria (austriacos en el extranjero) y otros ciudadanos europeos que sí tuvieran su residencia principal en Austria.
Además, para tener derecho a voto y estar incluido en el censo, las personas deben, a la fecha de la elección, tener cumplidos los 16 años y estar inscrito con una anterioridad suficiente en un municipio austriaco. En cuanto a la elegibilidad, en las elecciones europeas, todas aquellas personas con derecho a voto y con 18 años el día de las elecciones, tienen derecho a presentarse como candidatos.
El umbral en Austria es del 4 %, sin embargo, debido al procedimiento de asignación de escaños, el umbral real que arrojan los resultados eleva el porcentaje hasta el 4,762 % para asegurar un escaño.

### Censo
Según la información final, en las elecciones podían votar 6 372 204 personas, de las cuales 45 764 tenían su residencia principal en el extranjero y 45 161 eran ciudadanos de la UE con su residencia principal en Austria.
En comparación con las elecciones de 2019, el número total de electores censados disminuyó en 43 973, el número de electores censados con residencia principal en el extranjero aumentó en 1 041 y el número de ciudadanos de la UE con residencia principal en Austria aumentó en 6 489.
El número final de votantes censados se publicó el 7 de junio de 2024.

### Tarjetas de votación emitidas
Durante el período previo a las elecciones se emitieron en total 958 948 tarjetas de elector, de las cuales 913 856 fueron para electores residentes en Alemania y 45 092 para electores residentes en el extranjero. En comparación con las elecciones de 2019, fueron un 39,74 % más de tarjetas emitidas (686 249 en 2019). En general, el número de electores censados que solicitaron tarjeta fue del 15,05 %, un récord para las elecciones europeas en Austria (10,70 % en 2019).

## Candidaturas
Para poder presentarse a las elecciones, un partido electoral tenía que presentar la firma de apoyo de un miembro del Parlamento Europeo, tres miembros del Consejo Nacional o 2.600 votantes habilitados (Reglamento Europeo, párrafo 2, § 30).
Desde junio de 2023 se especula sobre si Othmar Karas, que encabezó la lista del ÖVP en las elecciones de 2014 y de 2019, podría presentarse con su propia lista a las elecciones europeas de 2024 en Austria. El 12 de octubre de 2023 anunció que no se presentaría a las elecciones con su propia lista. Tampoco volverá a presentarse como candidato al ÖVP.
En octubre de 2023, el SPÖ Burgenland (la sección regional del SPÖ en Burgenland) ocupó el séptimo lugar en la lista del comité ejecutivo federal del partido SPÖ. El comité ejecutivo del partido estatal decidió entonces no presentar ningún candidato a las elecciones. El SPÖ Burgenland insistió en que, según el modelo de cálculo del partido federal, tendría derecho al quinto puesto de la lista. El 12 de noviembre de 2023 se decidió en la conferencia del partido la lista para las elecciones europeas. Andreas Schieder volverá a ser el principal candidato. La vicepresidenta del Parlamento Europeo, Evelyn Regner, ocupa el segundo lugar de la lista.
Siete partidos pudieron proporcionar prueba de las firmas necesarias antes de la fecha límite del 26 de abril de 2024 a las 5:00 PM:
| Candidatura | Candidatura                           | Cabeza de lista en Austria | Cabeza de lista en Austria | Afiliación europea y Candidato/a | Afiliación europea y Candidato/a | Afiliación europea y Candidato/a | Grupo parlamentario   | Ideología |
| ----------- | ------------------------------------- | -------------------------- | -------------------------- | -------------------------------- | -------------------------------- | -------------------------------- | --------------------- | --- |
|             | Partido Popular Austríaco             |                            | Reinhold Lopatka           | EPP                              |                                  | Ursula von der Leyen             | EPP Group             | Centroderecha Ver listaConservadurismo Conservadurismo liberal Democracia cristiana Europeísmo                                                                       |
|             | Partido Socialdemócrata de Austria    |                            | Andreas Schieder           | PES                              |                                  | Nicolas Schmit                   | S&D                   | Centroizquierda Ver listaSocialdemocracia Socioliberalismo Progresismo Federalismo europeo                                                                           |
|             | Partido de la Libertad de Austria     |                            | Harald Vilimsky            | ID                               |                                  | Anders Vistisen                  | ID                    | Nacionalismo |
|             | Los Verdes-La Alternativa Verde       |                            | Lena Schilling             | EGP                              |                                  | Terry Reintke Bas Eickhout       | G/EFA                 | Centroizquierda a Extrema izquierda Ver listaProgresismo Socialismo democrático Feminismo Política verde Europeísmo Federalismo Plurinacionalismo Antineoliberalismo |
|             | NEOS – La Nueva Europa                |                            | Helmut Brandstätter        | ALDE                             |                                  | Sandro Gozi                      | RE                    | Liberalismo |
|             | DNA – Demócrata – Neutral – Auténtica |                            | Maria Hubmer-Mogg          | —                                | —                                | —                                | ECR Group (Propuesto) | Populismo de derecha Ver listaAnti-confinamiento Anti-vacunas Contrapoder Rusofilia                                                                                  |
|             | Partido Comunista de Austria          |                            | Günther Hopfgartner        | La Izquierda                     |                                  | Walter Baier                     | GUE/NGL               | Comunismo |

## Encuestas
Todos los valores de la encuesta conocidos y los datos de la encuesta asociados se enumeran a continuación:
| Encuestadora (Fecha)                        | Pob.                                  | Fechas de realización                 | Met. | ÖVP    | SPÖ    | FPÖ    | GRÜNE  | NEOS  | KPÖ   | DNA | Otro  |
| ------------------------------------------- | ------------------------------------- | ------------------------------------- | ---- | ------ | ------ | ------ | ------ | ----- | ----- | --- | ----- |
| Market/Der Standard (30 de mayo de 2024)    | 814                                   | 24/05 - 28/05/2024                    | P+O  | 22 %   | 24 %   | 27 %   | 9 %    | 14 %  | 3 %   | 1 % | -     |
| Market-Lazarsfeld (30 de mayo de 2024)      | 2000                                  | 24/05 - 28/05/2024                    | O    | 22 %   | 23 %   | 28 %   | 9 %    | 15 %  | 2 %   | 1 % | –     |
| IFDD (25 de mayo de 2024)                   | 1080                                  | 22/05 - 24/05/2024                    | O    | 22 %   | 23 %   | 28 %   | 10 %   | 12 %  | 3 %   | 2 % | –     |
| Market-Lazarsfeld (23 de mayo de 2024)      | 1000                                  | 17/05 - 21/05/2024                    | O    | 22 %   | 24 %   | 27 %   | 9 %    | 15 %  | 2 %   | 1 % | –     |
| IFDD (17 de mayo de 2024)                   | 1000                                  | 15/05 - 17/05/2024                    | O    | 23 %   | 22 %   | 27 %   | 11 %   | 12 %  | 4 %   | 1 % | –     |
| Triple M Matzka (27 de mayo de 2024)        | 800                                   | 03/05 - 07/05/2024                    | O    | 19 %   | 23 %   | 27 %   | 14 %   | 11 %  | 4 %   | 2 % | –     |
| Market (6 de mayo de 2024)                  | 842                                   | 22/04 - 25/04/2024                    | O    | 20 %   | 24 %   | 27 %   | 12 %   | 13 %  | 3 %   | –   | –     |
| Ipsos (19 de marzo de 2024)                 | 1000                                  | 23/02 – 05/03/2024                    | O    | 21 %   | 22 %   | 26 %   | 13 %   | 12 %  | 2 %   | –   | 2 %   |
| OGM (3 de febrero de 2024)                  | 2076                                  | 29–31/01/2024                         | O    | 22 %   | 21 %   | 26 %   | 14 %   | 12 %  | 2 %   | –   | 3 %   |
| Market-Lazarsfeld (1 de febrero de 2024)    | 1000                                  | 29 - 31/01/2024                       | O    | 24 %   | 20 %   | 27 %   | 13 %   | 14 %  | 2 %   | –   | –     |
| IFDD (30 de enero de 2024)                  | 1000                                  | 25 – 28/1/2024                        | O    | 21 %   | 24 %   | 27 %   | 14 %   | 9 %   | 3 %   | –   | 2 %   |
| Market-Lazarsfeld (16 de diciembre de 2023) | 1000                                  | 11 – 13/12/2023                       | O    | 22 %   | 22 %   | 30 %   | 13 %   | 9 %   | 2 %   | –   | 2 %   |
| Unique Research (1 de diciembre de 2023)    | 1600                                  | 22 – 29/11/2023                       | T+O  | 23 %   | 24 %   | 30 %   | 12 %   | 7 %   | 3 %   | –   | 1 %   |
| IFDD (15 de octubre de 2023)                | 837                                   | 01 – 04/10/2023                       | O    | 25 %   | 25 %   | 25 %   | 14 %   | 8 %   | –     | –   | 3 %   |
| Parlamento Europeo 26 de mayo de 2019       | Parlamento Europeo 26 de mayo de 2019 | Parlamento Europeo 26 de mayo de 2019 | —    | 34,6 % | 23,9 % | 17,2 % | 14,1 % | 8,4 % | 0,8 % | –   | 1,0 % |

- Según la encuesta Unique Research del 1 de diciembre de 2023, la participación rondaría un 56 % en las elecciones europeas en Austria. En las elecciones europeas de 2019 la participación electoral fue del 59,8 %.

## Resultados
| Candidatura         | Candidatura                                   | Votos     | %                                     | Escaños                               | +/-                                   |  |
| ------------------- | --------------------------------------------- | --------- | ------------------------------------- | ------------------------------------- | ------------------------------------- |  |
|                     | Partido de la Libertad (FPÖ)                  | 893 754   | 25,36                                 | 6/20                                  | 3                                     |  |
|                     | Partido Popular (ÖVP)                         | 864 072   | 24,5                                  | 5/20                                  | 2                                     |  |
|                     | Partido Socialdemócrata (SPÖ)                 | 818 287   | 23,2                                  | 5/20                                  | Sin cambios                           |  |
|                     | Los Verdes-La Alternativa Verde (GRÜNE)       | 390 503   | 11,1                                  | 2/20                                  | 1                                     |  |
|                     | NEOS – La Nueva Europa (NEOS)                 | 357 214   | 10,1                                  | 2/20                                  | 1                                     |  |
|                     |                                               |           |                                       |                                       |                                       |  |
|                     | Partido Comunista (KPÖ)                       | 104 245   | 3,0                                   | 0/20                                  | Sin cambios                           |  |
|                     | DNA - Democrática - Neutral - Auténtica (DNA) | 95 859    | 2,7                                   | 0/20                                  | Nv.                                   |  |
| Votos a candidatura | Votos a candidatura                           | 3 523 934 | Participación: · \| \| 56.3 % \| 3,5% | Participación: · \| \| 56.3 % \| 3,5% | Participación: · \| \| 56.3 % \| 3,5% |  |
| Votos válidos       | Votos válidos                                 | 3 584 482 | Participación: · \| \| 56.3 % \| 3,5% | Participación: · \| \| 56.3 % \| 3,5% | Participación: · \| \| 56.3 % \| 3,5% |  |
| Votantes            | Votantes                                      | 3 584 482 | Participación: · \| \| 56.3 % \| 3,5% | Participación: · \| \| 56.3 % \| 3,5% | Participación: · \| \| 56.3 % \| 3,5% |  |
| Electores           | Electores                                     | 6 372 204 | Participación: · \| \| 56.3 % \| 3,5% | Participación: · \| \| 56.3 % \| 3,5% | Participación: · \| \| 56.3 % \| 3,5% |  |
|                     | 56.3 %                                        |           | Participación: · \| \| 56.3 % \| 3,5% | Participación: · \| \| 56.3 % \| 3,5% | Participación: · \| \| 56.3 % \| 3,5% |  |